# Ewa Rott-Pietrzyk
Ewa Rott-Pietrzyk – polska prawnik, nauczyciel akademicki, radca prawny, profesor nauk prawnych, profesor zwyczajny na Wydziale Prawa i Administracji Uniwersytetu Warszawskiego, specjalistka w zakresie prawa cywilnego.

## Życiorys
W 1992 ukończyła studia na kierunku prawo na Wydziale Prawa i Administracji UŚl, gdzie w 1998 na podstawie napisanej pod kierunkiem Maksymiliana Pazdana rozprawy pt. Umowa agencyjna. Dostosowanie unormowań krajowych do dyrektywy Rady EWG Nr 86/653 dotyczącej niezależnych agentów handlowych uzyskała stopień naukowy doktora nauk prawnych w zakresie prawa, specjalność: prawo międzynarodowe. W 2008 Rada Wydziału Prawa i Administracji UŚl nadała jej na podstawie dorobku naukowego oraz rozprawy pt. Klauzula generalna rozsądku w prawie prywatnym stopień naukowy doktora habilitowanego nauk prawnych w zakresie prawa specjalność prawo cywilne. W 2016 prezydent RP mianował ją profesorem nauk prawnych. Jej kariera akademicka była związana z Uniwersytetem Śląskim, gdzie była zatrudniona od 1992 roku. Od 1 lutego 2025 jest zatrudniona na stanowisku profesora na Wydziale Prawa i Administracji Uniwersytetu Warszawskiego (w Katedrze Prawa Cywilnego).
Jest członkiem powołanej w 2024 roku Komisji Kodyfikacyjnej Prawa Cywilnego przy Ministrze Sprawiedliwości.
Autorka blisko stu publikacji z zakresu prawa prywatnego, porównawczego, europejskiego i prawa chińskiego. Zaangażowana w uniwersytecką współpracę międzynarodową (Europa, Stany Zjednoczone i Chiny). 